# Autosugestión

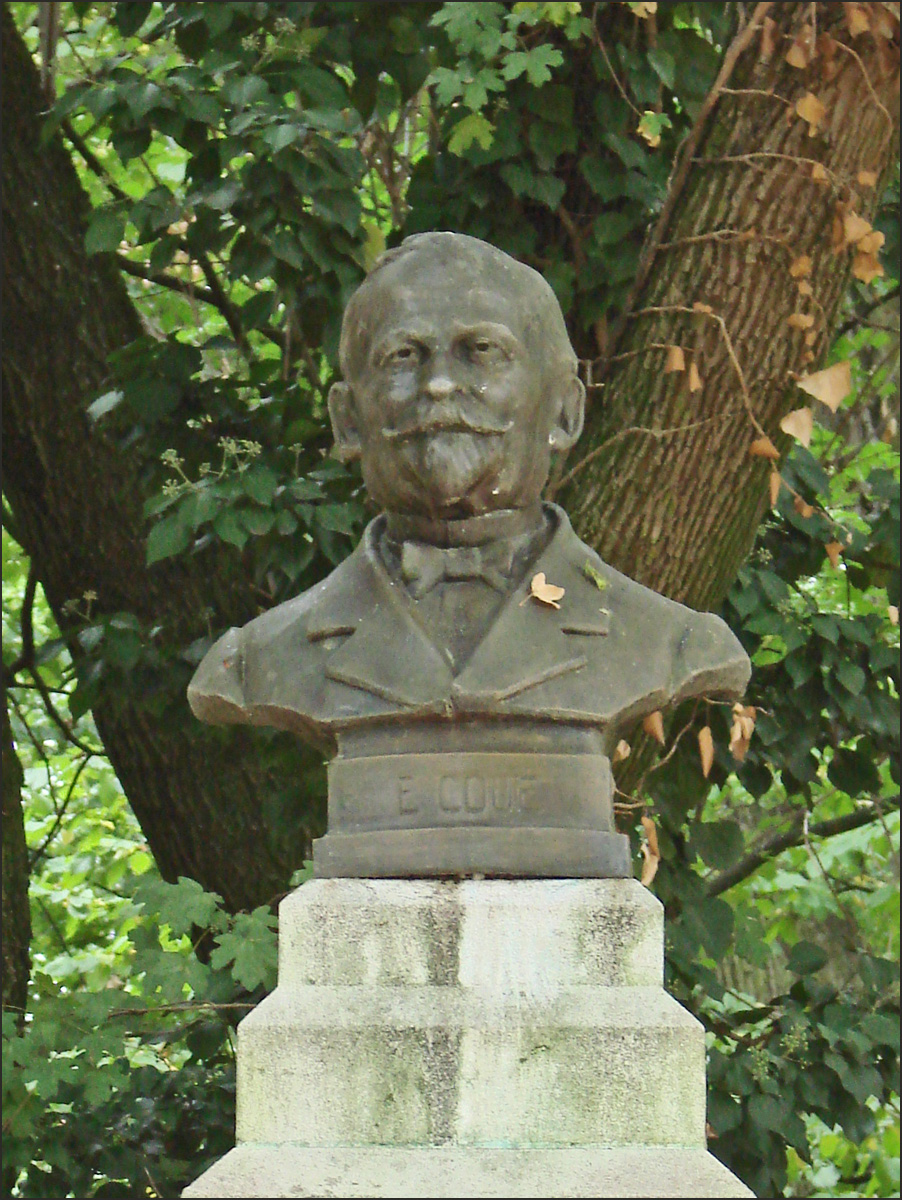
Émile Coué

Autosugestión (también se conoce como autohipnosis) es una técnica psicológica relacionada con el efecto placebo, desarrollada por el boticario Émile Coué a principios del siglo XX. Se trata de una forma de sugestión autoinducida, en la cual el individuo guía sus propios pensamientos, sentimientos o comportamientos.

## Distinciones tipológicas
Émile Coué identificó dos tipos diferentes de autosugestión:
1. Intencional: autosugestión reflectiva, la cual se realiza con un esfuerzo consciente y deliberado.
2. Involuntaria: autosugestión espontánea, la cual es un fenómenos natural de la vida mental, la cual toma lugar sin necesidad de un esfuerzo consciente y que afecta de manera proporcional la agudeza de la atención.

Un discípulo de Coué, Charles Baudouin, propuso otras tres distinciones a las que denominó según su origen o relación:
1. Instancias relacionadas al dominio representativo: sensaciones, imágenes mentales, sueños, visiones, memorias, opiniones y todos los fenómenos intelectuales.
2. Instancias relacionadas al dominio afectivo: alegría o tristeza, emociones, sentimientos, tendencias y pasiones.
3. Instancias relacionadas al dominio motor o de la acción: acciones, voliciones, deseos, gestos, movimientos de la periferia o del interior del cuerpo, las funciones o las modificaciones orgánicas.

## Émile Coué
Émile Coué tenía licenciaturas en artes y ciencias y se graduó con honores a los 21 años de edad en farmacéutica del prestigioso Collège Sainte-Barbe de París en 1882. Después de eso, estuvo por seis años como internista al Necker-Enfants Malades Hospital de París y regresó a Troyes en donde trabajó como boticario entre 1882 y 1910.

### Hipnosis según Liébeaul y Bernheim
En 1885 comenzó sus investigaciones sobre hipnosis y el poder de la imaginación con el doctor Ambroise-Auguste Liébault y el neurólogo Hippolyte Berheim, los cuales lideraban los estudios de hipnosis en la escuela francesa de psicoterapia en Nancy. La escuela de Nancy en los cuales Liébault y Berheim eran los referentes, se contraponía a la llamada escuela de París que se dedicaba a los estudios de hipnosis centrados en histeria. Coué estuvo en dicho lugar entre 1885 y 1886 después de dejar su negocio en Troyes. Sin embargo, llegó a la conclusión que los métodos de Liébault y Berheim eran técnicas vanas y abandonó los estudios.

### Hipnosis según Braid y Sage
En 1901 pidió a Estados Unidos el libro "Hipnotismo como es" de Sage (1900), el cual argüía revelar secretos [de la ciencia] que llevarían al éxito empresarial y social y los misterios ocultos del magnetismo de la personalidad, hipnotismo, curaciones magnéticas, etc. Impresionado por su contenido, adquirió la versión francesa del libro cuyo autor era el profesor Xenophon LaMotte Sage de Rochester, Nueva York, quien hacía parte del prestigioso círculo de medicina legal de Nueva York desde 1899.
Pero este Sage era el seudónimo de Ewing Virgil Neal (1868-1949), un multimillonario, experto en caligrafía, hipnotizador, publicista, pionero del mercadeo (el promotor de Carl R. Byoir), fabricante farmacéutico, perfumista, negociante internacional, confidente de Benito Mussolini, comandante de la Orden de la Corona de Italia, oficial de la Legión de Honor y fugitivo de la justicia, quien huyó a Francia en la década de 1920.
Sin embargo, Sage ofrecía a Coué la pieza que le faltaba a sus estudios basados en el sistema hipnótico de James Braid - conocido como el sistema de hiptonismo Braid:
Coué reconoció de manera inmediata que el sistema de hipnotismo de Braid era ideal para las terapias mentales. Emprendió un estudio intenso y en breve se volvió suficientemente experto en ofrecer hipnotismo a la par de su empresa farmacéutica. En el contexto de la 'hipnosis' de Liébeault, la hipnosis de Braid y (después) los descubrimientos de Coué acerca de la autosugestión, se debe reconocer la diferencia substancial entre las 'terapias sugestivas'de Liébeault, que se concentraban en imponer un poder coercitivo del aparato de sugestión, y la 'psico-fisiología' de Braid, quien se concentraba en activar el poder transformativo de la mente del sujeto.
Ya había abandonado la 'hipnosis' de Liébealt en 1886 y abordó la de Braid en 1901, esta última sería la espina dorsal de su pensamiento por el resto de su vida.

### Sugestión y autosugestión
Coué se impresionó mucho con el concepto de Bernheim sobre las "terapias sugestivas", la cual veía como una aplicación imperfecta de la idea dominante de la teoría que Braid tomó a su vez de Thomas Brown. Ya después de regresar a Troyes en 1886 y después de su interludio con Liébeault y Bernheim, realizó prácticas con sus clientes a los cuales les aseguraba la eficacia de sus remedios. Notó que en casos específicos, podía incrementar la eficacia de la medicina cuando hablaba de su eficacia. Logró probar que cuando comparaba con suministro de medicamentos de los cuales no se decía nada, los medicamentos de los que se hablaba positivamente al paciente producían mejores resultados. Este efecto sería después identificado como "efecto placebo".
Hacia 1903, Coué recomendó a una nueva medicina patentada a un hombre, basado en su propio material de promoción, la cual tuvo efectos inesperados e inmediatos de curación. Coué como químico, hizo un análisis de laboratorio y no encontró nada en el dicho medicamento que pudiera producir remotamente los resultados. Coué como hipnotista concluyó que la cura se debía a la sugestión: en lugar de Coué haber curado al hombre, este se curó a sí mismo al decirse las mismas cosas que Coué le había dicho.

## Nacimiento de la autosugestión consciente
Coué descubrió que los sujetos no pueden ser hipnotizados en contra de su voluntad y, aún más importante, que los efectos de la sugestión hipnótica disminuyen cuando el sujeto recupera su conciencia. Fue así como desarrolló el método Coué y publicó su primer libro "El dominio de sí mismo", el cual fue publicado en 1920 en Inglaterra y dos años después en los Estados Unidos. En este describe así la autosugestión:
En efecto, la autosugestión es un instrumento que poseemos al nacer, y este instrumento o, mejor esta fuerza, está dotada de una inaudita e incalculable potencia, tal que, según las circunstancias, produce los mejores o los peores efectos. El conocer sobre esta fuerza no sólo es útil para cada uno de nosotros en general, sino y en particular, es indispensable para los médicos, los magistrados, los abogados, los educadores de jóvenes, los padres de familia, etc. Cuando se la pone en práctica de manera consciente, se evita, en principio, provocar en los otros autosugestiones que, por nocivas, pueden traer por consecuencia desastres. Y por otra parte, puede con el uso consciente de la misma, provocar bienes que traigan la salud física a los enfermos, la salud moral a los neuróticos (víctimas inconscientes de autosugestiones anteriores), y sobre todo a personas que tienen tendencia a mezclarse con lo desagradable.
Aunque Coué nunca dudó de la medicina farmacéutica y fue fiel a su aplicación, llegó a creer que el estado de la mente puede afectar positivamente a la persona e incluso ampliar la acción de los medicamentos. Observó que aquellos pacientes que utilizan sugestiones autoconscientes como mantras todos los días y en cada acción, siempre se sentían bien o en mejoría. Entonces había que reemplazar el pensamiento de estar enfermo por el de estar sano, lo que aumentaría positivamente cualquier efecto de los remedios.

## Diferencia conceptual con el entrenamiento autógeno
El entrenamiento autógeno desarrollado por Johannes Heinrich Schultz tiene como objetivo afectar positivamente el sistema nervioso, una técnica psicoterapéutica basada en la concentración pasiva en sensaciones físicas. Está más próximo a las técnicas de meditación y se utiliza principalmente para aliviar diversos trastornos psicosomáticos inducidos por el estrés.
En cambio, el sistema Coué de autosugestión se basa en la repetición de una idea, que busca saturar el ambiente micro-cognitivo de la mente para convertirla en una acción ideomotora, ideo-sensorial e ideo-afectiva.

## Método Coué
El método Coué se centra en una rutina de repetición de una expresión particular de acuerdo a un ritual específico en un estado físico dado y en la ausencia de cualquier tipo de imaginario mental al principio de cada día. Coué defendiò que para curar algunas de las enfermedades, se requiere un cambio de pensamiento consciente y subconsciente, lo cual se puede lograr a través de la imaginación. Además siempre enfatizó que él mismo no era un curandero, sino uno que ayudaba a otros a curarse a sí mismo, Coué defendió que llegó a imbuir cambios orgánicos a través de la autosugestión.

### Principios básicos
Coué partió del principio de que toda creencia que ocupase la mente terminaría por volverse una realidad, probado que dicha idea se encuentre dentro de las extensiones de las posibilidades reales. Por ejemplo, una persona que perdió sus manos, no podrá hacerlas crecer nuevamente, pero si una persona con asma cree que su asma va a desaparecer, eventualmente lo hará, desde que su cuerpo esté en las condiciones para controlar dicha enfermedad. Por el contrario, si se trata de pensamientos pesimistas, la enfermedad tomará dominio del cuerpo. Cuando alguien dice "me siento mal", la mente y el cuerpo se predisponen a aceptar dicho pensamiento y a hacerlo realidad.

### Fuerza de voluntad
Coué observó que el principal obstáculo a la autosugestión era la fuerza de voluntad. Para que el método trabaje, el paciente debe dejar de hacer juicios independientes, quiere decir que no puede dejar que su juicio imponga sus propias ideas positivas. Todo debe operar de tal manera que se asegure la idea autosugestiva positiva aceptada por el paciente. De lo contrario, los efectos serán opuestos a los esperados.
Como un buen ejemplo de esto, Coué notó que los pacientes que son niños aplicaban mucho mejor el método, porque tenían menos fuerza de voluntad que los adultos. Cuando se le pedía a un niño realizar algún acto como "entrelaza tus manos y ahora ya no las puedes separar", el niño obedecía.